# 緋袖鳳凰螺
緋袖鳳凰螺（学名：Strombus aurisdianae）为鳳凰螺科鳳凰螺屬下的一个种。